# Fuerte Sherman
Fort Sherman (en idioma español Fuerte Sherman) fue una antigua base del Ejército de los Estados Unidos en Panamá, ubicada en la orilla occidental del Canal, directamente frente a Colón (que está en la orilla oriental). Fue la base defensiva principal para el sector caribeño del Canal, y también fue el centro de entrenamiento de la guerra de la selva de los EE. UU. Su compañero del lado del Pacífico era Fort Amador. Ambas bases fueron entregadas a Panamá en 1999.

## Historia
Simultáneamente con la construcción del canal de Panamá, se desarrollaron varias ubicaciones defensivas para protegerlo, tanto con armas de defensa costeras como con bases militares para defenderse contra un asalto directo de infantería. Fort Sherman fue la principal base de infantería del lado caribeño, mientras que Fort Amador protegió el lado del Pacífico. La construcción de Fort Sherman comenzó en enero de 1912 como una fase de los planes defensivos originales de 1910. Fort Sherman fue nombrado por la Orden General del Departamento de Guerra No. 153 del 24 de noviembre de 1911, en honor del General Sherman. El fuerte incluía 93 km 2 de tierra, aproximadamente la mitad de la cual estaba cubierta por selva. Las áreas desarrolladas incluyeron viviendas, barracas para 300 personas, una pequeña pista de aterrizaje y varias áreas recreativas. Sherman fue el sitio del primer radar de alerta temprana desplegado operacionalmente en los Estados Unidos cuando se instaló un SCR-270 allí en 1941.

## Bases militares
Durante los dos últimos años de vigencia del Tratado del Canal de Panamá (entre 1998 y 1999), las fuerzas militares estadounidenses se ubicaron en la Base Aérea de Sherman, la Estación Naval de Rodman, la Base de Clayton y Fuerte Kobbee, ubicadas en el lado del Pacífico y en Fuerte Sherman en el lado Atlántico.
El fuerte contenía las siguientes baterías
- Batería Baird 4 morteros de 12 pulgadas (305 mm)
- Batería Howard 4 morteros de 12 pulgadas (305 mm)
- Batter Stanley 1 pistola de desaparición de 14 pulgadas (355 mm)
- Cortacésped con batería 1 pistola de desaparición de 14 pulgadas (355 mm)
- Batería Kilpatrick 2 pistolas de desaparición de 6 pulgadas (152 mm)
- Batería Sedgwick Pratt 2 Barbettes M1895 de 12 pulgadas (305 mm)
- Batería Alexander Mackenzie 2 Barbettes de 12 pulgadas (305 mm)

Durante la Primera Guerra Mundial, se agregaron baterías de tierra suplementarias en o cerca de Fort Sherman utilizando piezas de campo.
- 4 cañones de 155 mm
- 4 cañones de 75 mm

## En la actualidad
Después del desmantelamiento del Cuerpo de Artillería de la Costa del Ejército de los EE. UU El área forestal fue utilizada por el Centro de Entrenamiento de Operaciones de la Selva del Sur del Ejército de los Estados Unidos (USARSO). JOTC fue fundada en 1951 para entrenar a las fuerzas centroamericanas y estadounidenses en la guerra de la selva, con una inscripción de aproximadamente 9,000 al año. El JOTC también enseñó un curso de supervivencia de la tripulación aérea de 10 días, abierto a todas las ramas de servicio, y un curso de ingeniero de guerra en la selva de cuatro semanas. Al finalizar el curso, se otorgó el Jungle Expert Patch.
Entre 1966 y 1979, se lanzaron 1.160 cohetes con una altitud máxima de vuelo de 99 kilómetros desde Fort Sherman. 
Fort Sherman se utilizó en la filmación de la película de James Bond de 2008 Quantum of Solace.